# Fort 6
Fort 6 is een fort gelegen te Wilrijk en onderdeel van de onder Henri Alexis Brialmont gebouwde Brialmontgordel.
Er werd in 1859 aangevangen met de bouw en het werd voltooid in 1864.
Het domein herbergt hier een deel van de campus 'Drie Eiken' van de Universiteit Antwerpen en de topsportschool. Het fort onderging heel wat wijzigingen maar de resterende gebouwen behielden hun majestueuze uitstraling. Het hoofdfrontgebouw en het officierenpaviljoen worden verhuurd aan (studenten-)verenigingen. Door jarenlange leegstand is het reduit sterk vervallen. Vissers gebruiken het resterende deel van de gracht.

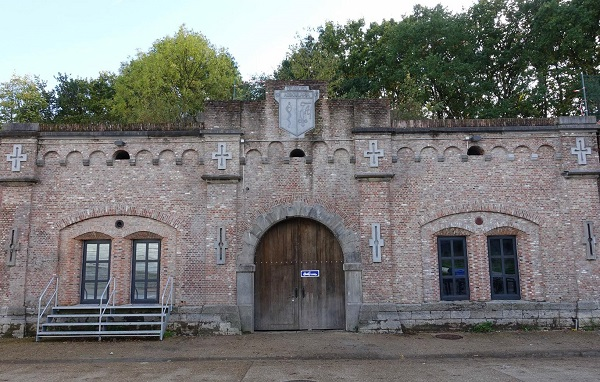
Fort VI
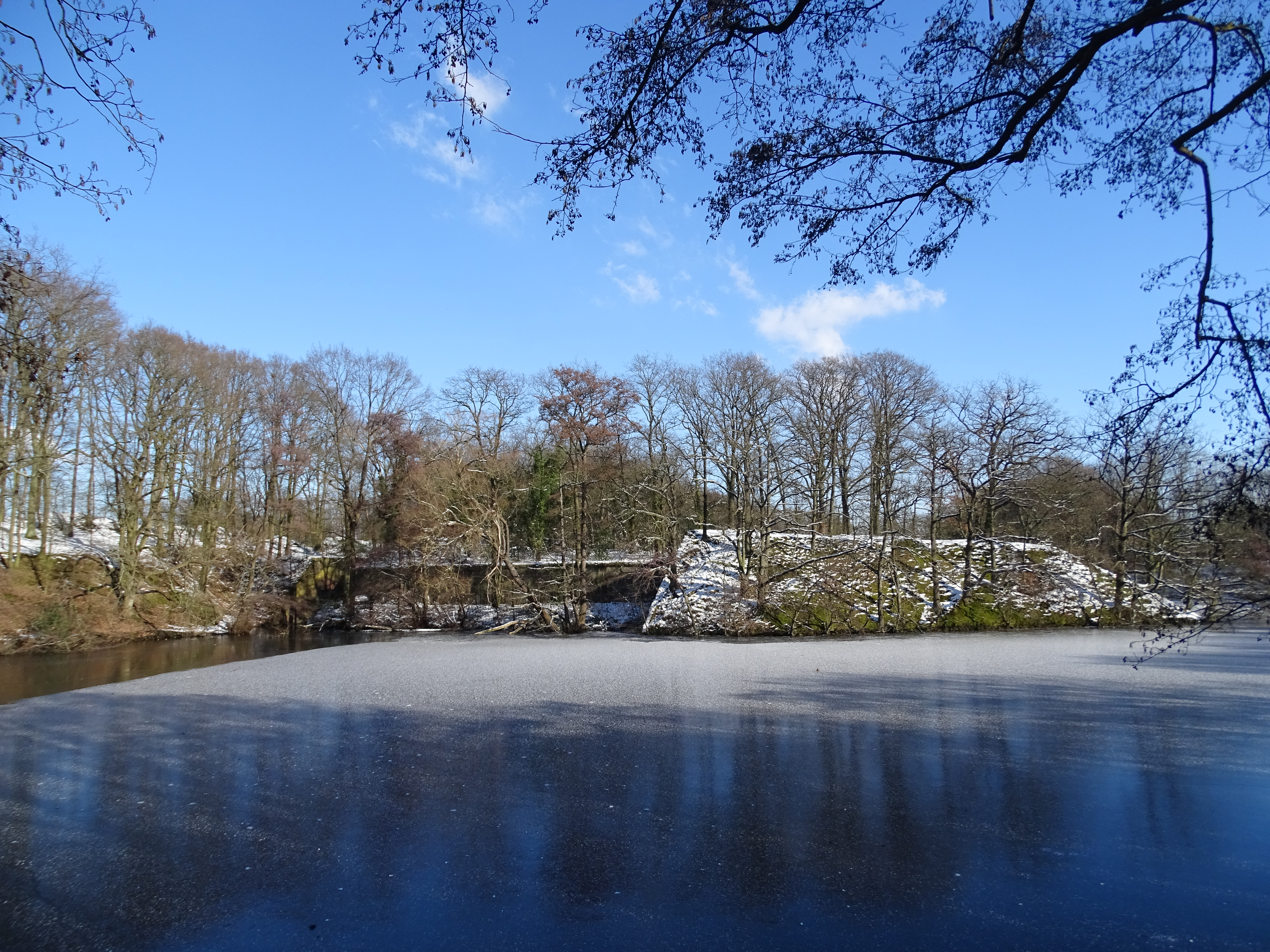
Zicht op caponnière fort 6